# Стереометрия
Стереоме́трия (от др.-греч. στερεός [стереос] — «твёрдый; объёмный, пространственный» + μετρέω [метрео] — «измеряю») — раздел евклидовой геометрии, в котором изучаются свойства фигур в пространстве. Основными (простейшими) фигурами в пространстве являются точки, прямые и плоскости.
В стереометрии появляется новый вид взаимного расположения прямых: скрещивающиеся прямые. Это одно из немногих существенных отличий стереометрии от планиметрии, так как во многих случаях задачи по стереометрии решаются путём рассмотрения различных плоскостей, в которых выполняются планиметрические законы.
Не стоит путать этот раздел с планиметрией, поскольку в планиметрии изучаются свойства фигур на плоскости (свойства плоских фигур), а в стереометрии — свойства фигур в пространстве (свойства пространственных фигур).

## Аксиомы стереометрии
- На каждой прямой и в каждой плоскости имеются по крайней мере две точки.
- В пространстве существуют плоскости. В каждой плоскости пространства выполняются все аксиомы планиметрии.
- Через любые три точки, не принадлежащие одной прямой, можно провести плоскость, и притом только одну.
- Какова бы ни была плоскость, существуют точки, принадлежащие этой плоскости, и точки, не принадлежащие ей.
- Если две точки прямой лежат на одной плоскости, то все точки данной прямой лежат в этой плоскости.
- Если две различные плоскости имеют общую точку, то они имеют общую прямую, на которой лежат все общие точки этих плоскостей.
- Любая плоскость α разбивает множество не принадлежащих ей точек пространства на два непустых множества так, что:
  1. отрезок, проходящий через любые две точки, принадлежащие разным множествам, пересекает плоскость α;
  2. отрезок, проходящий через любые две точки, принадлежащие одному и тому же множеству, не пересекает плоскость α.
- Расстояние между любыми двумя точками пространства одно и то же на любой плоскости, содержащей эти точки.

## Многогранник
Многогранник представляет собой тело, поверхность которого состоит из конечного числа плоских многоугольников. Эти многоугольники называются гранями многогранника, а стороны и вершины многоугольников называются соответственно ребрами и вершинами многогранника. Многогранники могут быть выпуклыми и невыпуклыми. Выпуклый многогранник расположен по одну сторону относительно плоскости, проходящей через любую его грань.